# بی‌سون
بی‌سون (به انگلیسی: BSON) یک قالب تبادل داده‌ی رایانه است که عموما به عنوان یک قالب ذخیره‌سازی داده و انتقال در شبکه در پایگاه داده مونگودی‌بی به کار می رود. این قالب، قالب دودویی برای نمایش ساده داده ساختارها و آرایه‌های انجمنی (که در مونگودی‌بی به آن‌ها اشیا یا اسناد اطلاق می‌شود) است. نام «بی‌سون» بر اساس نام جی‌سون (JSON) است و مخفف «جی‌سون دودویی» است.